# Солдаты (насекомые)
Солда́ты — специализированная каста крупных рабочих (динэргаты, майоры) у муравьёв и термитов, увеличенных по сравнению с обычными рабочими (микроэргатами, минорами).

## Встречаемость
Каста солдат отмечена у многих видов муравьёв и термитов и некоторых других насекомых.

### Термиты
Солдаты термитов известны самой невообразимой формы. Жвалы у солдат бывают длинные, треугольные, несимметричные, толстые, тонкие, роговидные, скрещивающиеся. Солдаты некоторых видов производят клей, которым обрызгивают врага, или яд, который наносят на врага, ударяя его головой. Устройство вооружения и способы его применения указывают на то, что солдаты термитов непригодны для наступления и эффективны только для обороны. Некоторые виды термитов опознаются только по солдатам.

### Муравьи
Солдаты некоторых муравьёв разучились питаться без посторонней помощи. Это относится, в частности, к крупным солдатам кочевых муравьёв и некоторым социальным паразитам, таким как муравьям-амазонкам.

### Другие насекомые
У пчелы Tetragonisca angustula особи-солдаты отличаются от рабочих более крупными размерами.
У ос-наездников Glyptapanteles в роли солдат выступают особые яйца, управляющие поведением хозяина, чтобы он защищал куколок паразита.
У некоторых тлей: Tuberaphis styraci, Pemphigus spyrothecae и Pemphigus spyrothecae.

### Другие представители фауны
Голый землекоп живёт эусоциальными колониями, в которых самые крупные неразмножающиеся особи — это солдаты, которые защищают колонию от других кланов и от хищников.
Трематоды — паразиты из типа плоских червей — одного из видов рода Himasthla делятся на более крупных маток, способных размножаться, и более подвижных солдат, защищающих колонию от вражеских захватчиков.
Некоторые особи в колониях мшанок несут оборонную функцию, защищая колонию от хищников.
Актиния Anthopleura elegantissima на подходящем месте образует колонию путём почкования, крайние члены которой являются солдатами и защищают территорию от конкурентов — они меньшего размера, чем их сородичи, и у них нет половых желёз.

### Бактерии
Бактериям некоторых видов присуща способность к самопожертвованию. Например, если рядом с колонией кишечной палочки появляется колония другой бактерии-конкурента, то одна кишечная палочка из каждых нескольких тысяч начинает вырабатывать ядовитое для другой бактерии вещество и погибает от самоотравления. Количество выделяемого яда зависит от того, где находится бактерия. Например, при заражении кишечника бактерией Salmonella typhimurium только 15 % особей, находящихся в просвете кишечника, выделяют яд, и почти все, находящиеся на стенках кишечника.

## Морфология
Как правило, от других рабочих особей отличаются более крупными размерами и более развитыми врождёнными средствами поражения, — боевыми органами, — функционально предназначенными для нанесения повреждений противнику (применительно к муравьям и другим насекомым — более крупными и мощными челюстями). Эти отличия могут быть как абсолютными, так и пропорциональными (сильно увеличенными мандибулами и гипертрофированными головами, например у муравьёв родов Pheidole и Pheidologeton). В семьях таких муравьёв как Pheidole наряду с солдатами-майорами появляются ещё более крупные (до 10х относительно минора по длине и до 500х по весу) солдаты-супермайоры.
Солдаты некоторых термитов семейства Termitidae (в подсемействе Nasutitermitinae) имеют головы с длинным выступом («носом») для химического распыления веществ, отпугивающих врагов (муравьи и другие хищники).
Внешний полиморфизм может быть обусловлен внутривидовыми генетическими различиями. С другой стороны, возможен полиморфизм, при котором организмы с практически идентичным геномом в зависимости от внешних условий приобретают различные фенотипические формы.

## Функции
Для солдат характерны специфические функции, такие как охрана гнезда и территории, охота (кочевники Ecitoninae), разрезание крупных листьев (муравьи-листорезы), размалывание семян (муравьи-жнецы).
«Взрывчатые» солдаты термитов Globitermes sulphureus (kamikaze termites; Prestwich, 1988) и муравьёв Camponotus saundersi (Maschwitz and Maschwitz, 1974) используют форму суицидального альтруизма, известного как аутотизис, в качестве защитного механизма.

## Галерея
- Голова солдата Eciton burchellii
- Голова солдата Dorylus
- Носатый солдат термита
- Почти квадратная голова солдата Messor capitatus